# Юбилейный (Ярославская область)
Юбиле́йный — посёлок в Макаровской сельской администрации Судоверфского сельского поселения Рыбинского района Ярославской области.

## Географическое положение
Посёлок расположен на автомобильной дороге Рыбинск—Глебово, это первый, ближайший к Рыбинску населённый пункт на дороге.
Находится к северо-западу от Рыбинска, на северо-востоке граничит с железнодорожным перегоном Рыбинск-Шлюзовая.

## История
Посёлок начал строиться в 1970-х годах для рабочих совхоза «Малиновец».
Изначально застраивался 2-этажными домами, но впоследствии строились 3-этажные. В самые первые дома 1,2 были заселены люди из деревень[каких?], в этих домах не было газа, канализации, воды, но впоследствии они там появились.

## Население
На 1 января 2007 года в посёлке числилось 705 постоянных жителей. Посёлок обслуживается почтовым отделением № 30 в Рыбинске.

## Инфраструктура
Посёлок застроен современными многоквартирными домами. С северо-восточной стороне находится частный сектор.
В посёлке имеются 3 продуктовых магазина, школа-детский сад, медпункт, дом культуры, библиотека, баня, газовая котельная, футбольное поле, 3 детских площадки.

## Галерея

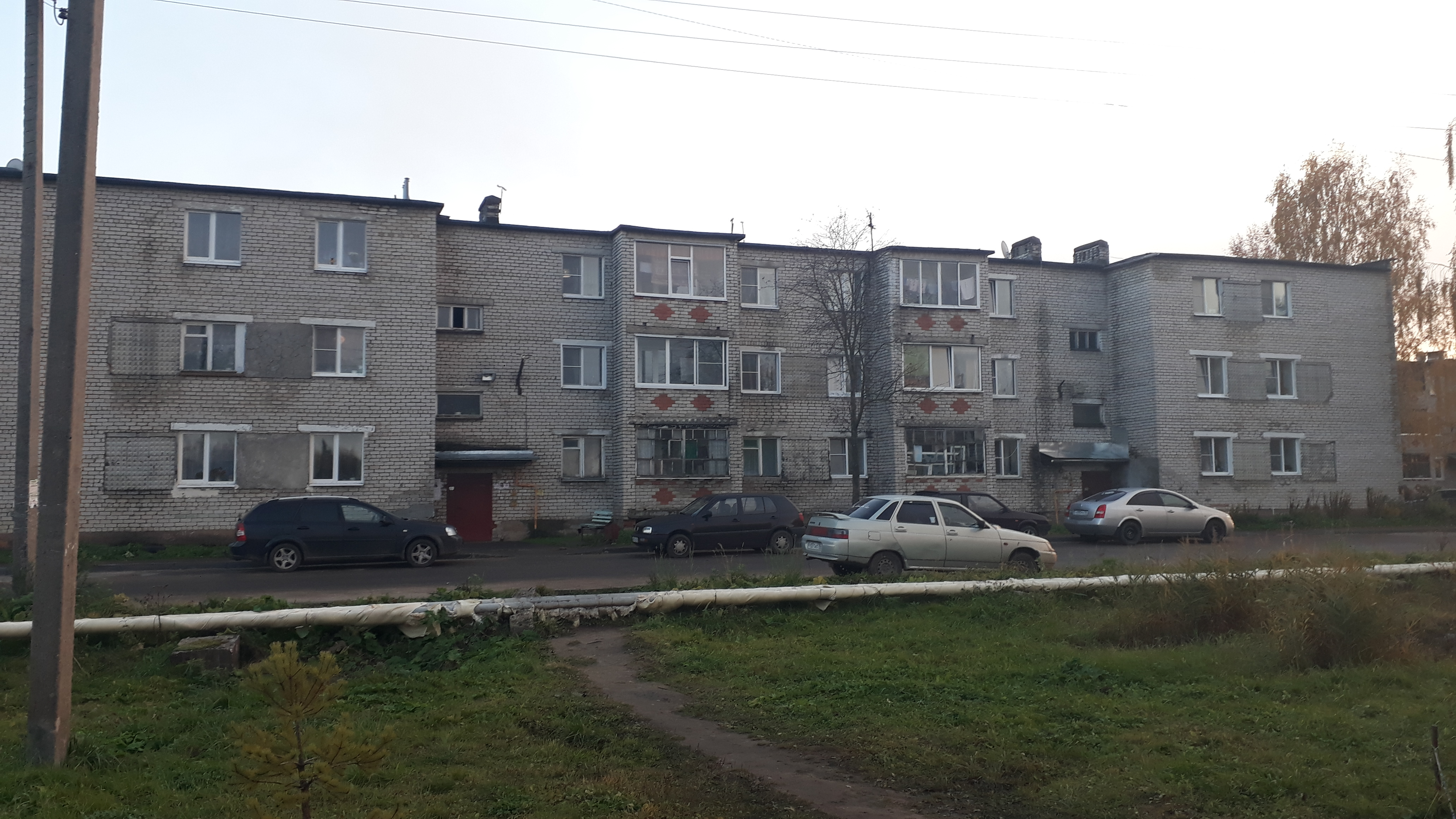
Первый дом с тремя этажами
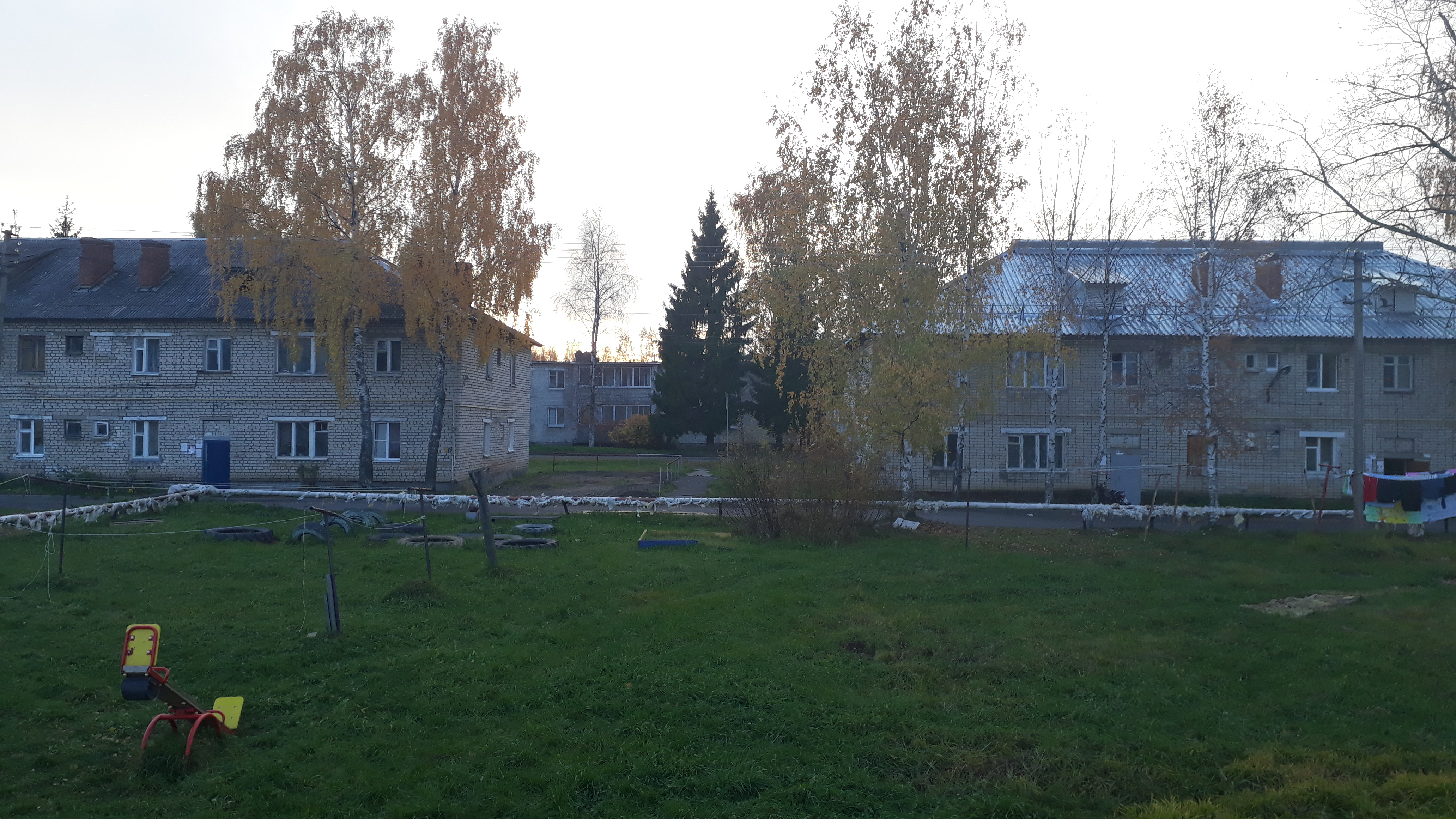
Самые первые дома, балконов нет, 2 подъезда
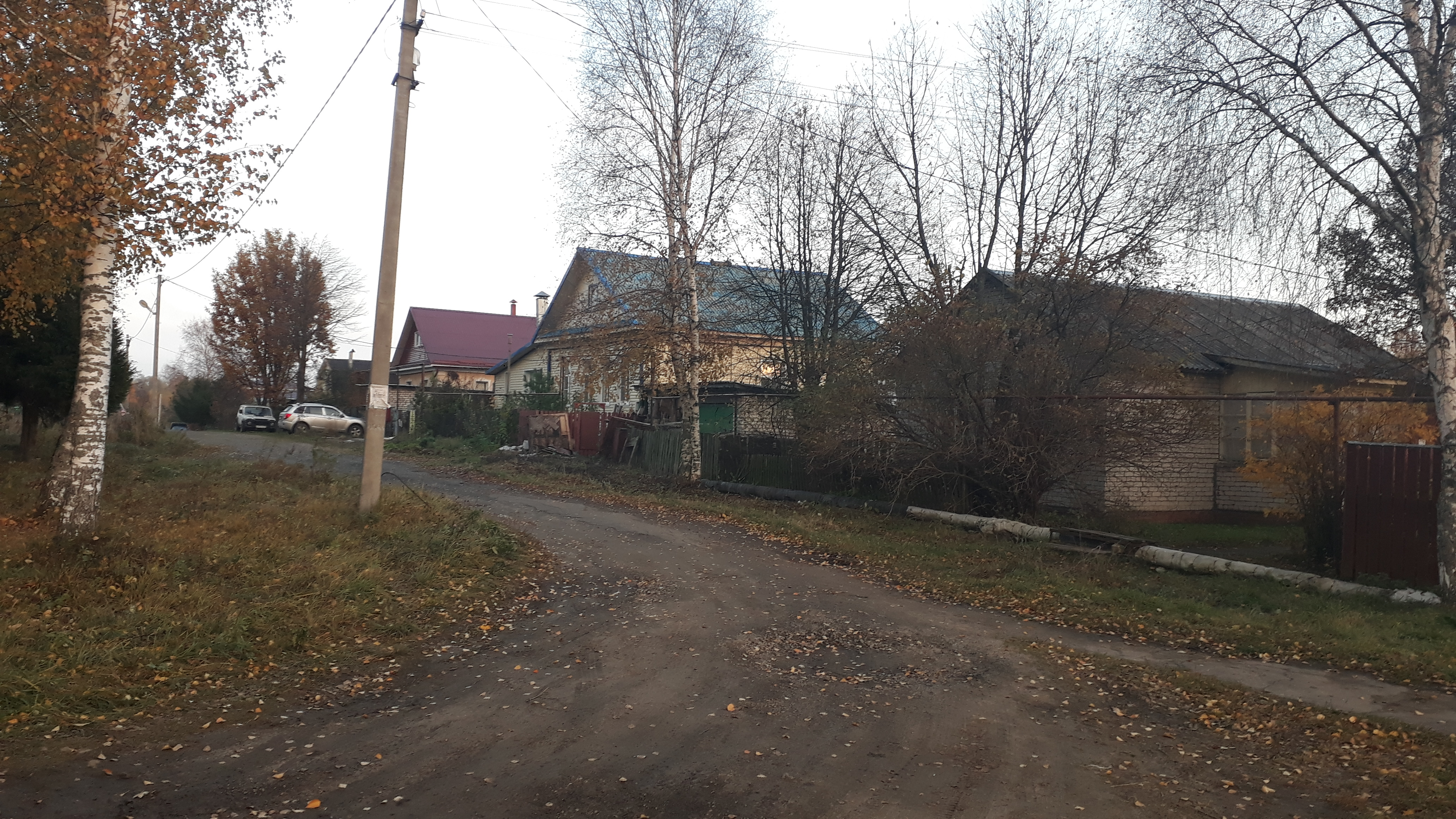
Начало частных домов
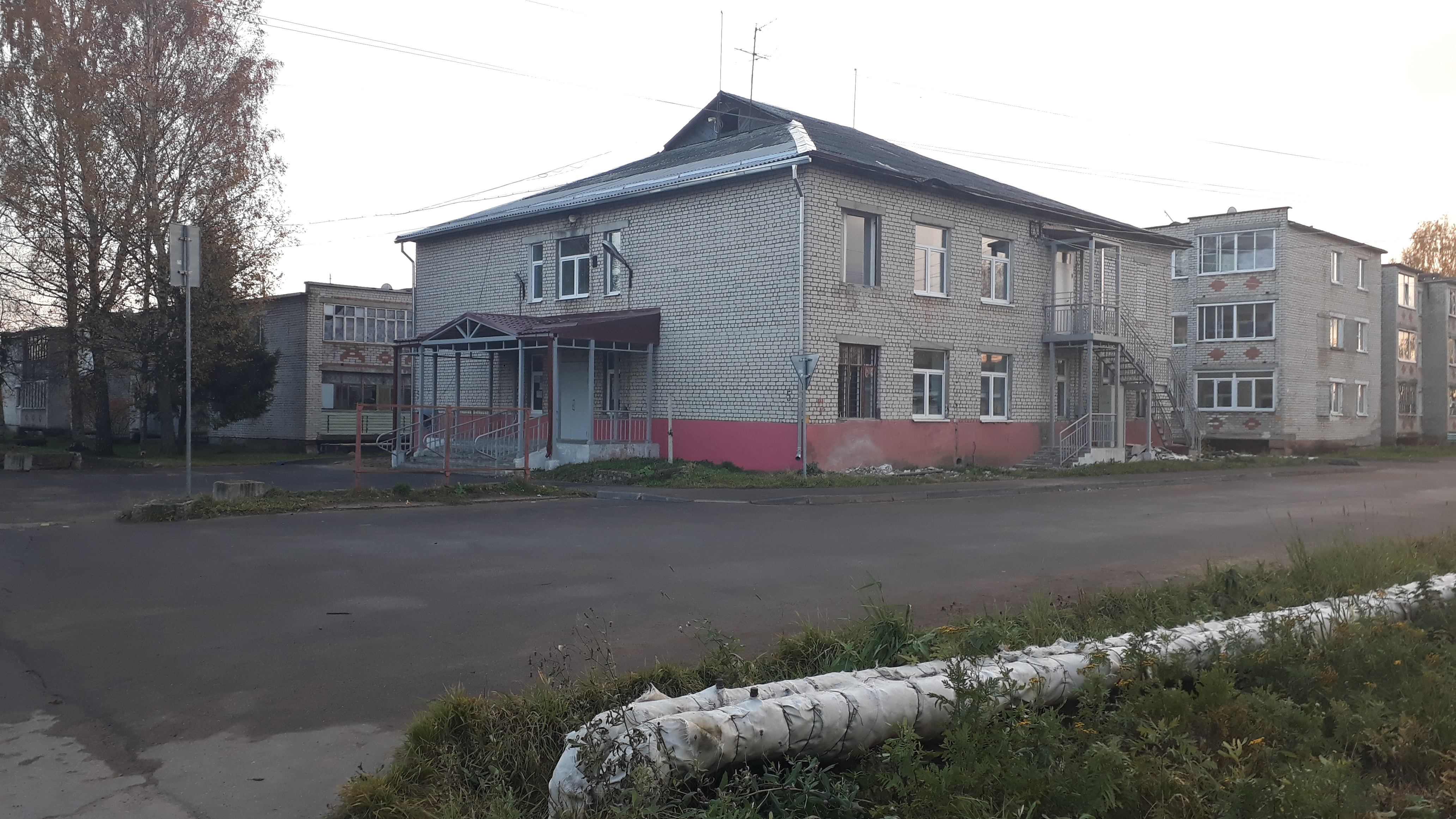
ДК «Центр досуга»